# 刘宏 (1960年10月)
刘宏（1960年10月31日—），男，北京人，中国传媒学家，中国传媒大学电视学院教授、博士生导师。两次获得中国新闻奖新闻论文奖。曾任人民日报记者编辑。《中国新闻传播研究》副主编。著有《中国传媒的市场对策》和《新闻传播理论》。

## 生平
先后获中国人民大学新闻学院学士学位、硕士学位，卡迪夫大学硕士学位。2000年毕业于中国人民大学，获博士学位。